# Haza Honda
Haza Honda es un barrio perteneciente al distrito Carretera de Cádiz de la ciudad andaluza de Málaga, España. Según la delimitación oficial del ayuntamiento, limita al norte con los barrios de El Torcal y San Carlos Condote, de los que los separa la Avenida de Velázquez; al este, con el barrio de Girón; al sureste, con Las Delicias; al sur, con Parque Mediterráneo; al suroeste con Cortijo Vallejo; y al oeste, con Vistafranca.
En 1969 se encontró de manera fortuita la llamada necrópolis prehistórica de Haza Honda, datada de la época del Bronce o del Cobre. En ella apareció abundante material cerámico, como vasijas y cuencos, así como grandes hojas de sílex, depositados en el Museo Arqueológico de Málaga.

## Transporte
En autobús queda conectado mediante las siguientes líneas de la EMT: 
| Línea | Trayecto                                        | Recorrido | Frecuencia                                     |
| ----- | ----------------------------------------------- | --------- | ---------------------------------------------- |
| 3     | Paseo del Parque - Puerta Blanca                | Recorrido | 8 minutos                                      |
| 10    | Alameda Principal - Churriana                   | Recorrido | 25-30 minutos                                  |
| 19    | Paseo del Parque - Aeropuerto                   | Recorrido | 30-35 minutos                                  |
| 22    | Avda. Molière - Universidad                     | Recorrido | 10 minutos (16-18 minutos en época no lectiva) |
| 27    | Avenida M. A. Heredia - Polígono I. Guadalhorce | Recorrido | 70-80 minutos                                  |
| 31    | Alameda Principal - Mainake                     | Recorrido | 18-25 minutos                                  |
| N1    | Puerta Blanca - El Palo                         | Recorrido | 25 minutos                                     |